# Карл Сальватор Австрийский
Карл Сальватор Австрийский (нем. Karl Salvator von Österreich-Toskana; 1839—1892) — эрцгерцог Австрийский, принц Тосканский. Австрийский военный деятель, фельдмаршал-лейтенант, инженер-конструктор — занимался военными техническими изобретениями.

## Биография
Родился 30 апреля 1839 года во Флоренции. Был пятым ребёнком и вторым сыном из десяти детей Леопольда II и Марии Антонии Бурбон-Сицилийской. Полное имя при крещении — Karl Salvator Maria Joseph Johann Baptist Philipp Jakob Januarius Ludwig von Österreich-Toscana.
Уже в юности посвятил себя военной и технической учёбе, начав учиться с десяти лет. Получил воинское звание ротмистра 6-го уланского полка. В 1857 году был повышен до майора. Военную службу начал в качестве инспектора австрийской артиллерии. После начала в 1859 году в Сардинии Австро-итало-французской войны эрцгерцог с семейством покинули Флоренцию. Карл Сальватор отправился в Ломбардию в австрийскую армию, где был принят майором в 6-й уланский полк. Участвовал в военной кампании и был произведён в 1859 году в подполковники. После утери Тосканы в битве при Сольферино стал полковником 77-го Галицийского пехотного полка. Во время Австро-прусской войны сражался в битве при Садове с прусским 43-м пехотным полком, «прославившись» тем, что потерял в бою барабанную машину. В 1876 году Карл Сальватор получил чин генерал-майора, в 1886 году — фельдмаршал-лейтенанта и оставил военную службу по болезни.
Занялся изобретением оружия. Вместе с капитаном Георгом фон Дормусом сконструировал в 1888 году митральезу, которая выпускалась в нескольких модификациях. Под названием «Salvator/Dormus» модель Mitrailleuse M.93 использовалась в крепостях Австро-Венгрии. Патент «Salvator/Dormus» был приобретён машиностроительным заводом Škoda, который выпускал модель Skoda MachinenGewehr/Salvator-Dormus M1893. Только в 1907 году митральеза Карла Сальватора была заменена станковым пулемётом Шварцлозе. Ещё одним проектом (также совместно с фон Дормусом) был затвор самозарядного пистолета, названный «затвор пистолета Dormus». Было произведено только 50 штук этого пистолета, в серию он не пошёл из-за сложности в обращении.
Умер 18 января 1892 года в Вене от гриппа и был похоронен в Императорском склепе. Имел ряд австрийских наград.

### Семья
Женился 19 сентября 1861 года в Риме на своей кузине Марии Иммакулате Бурбон-Сицилийской, у них родилось десять детей:
- Мария Терезия (1862—1933);
- Леопольд Сальватор (1863—1931);
- Франц Сальватор (1866—1939);
- Каролина Мария (1869—1945);
- Альбрехт Сальватор (1871—1896);
- Мария-Антуанетта (1874—1891);
- Мария Иммакулата (1878—1968);
- Райнер Сальватор (1880—1889);
- Генриетта (1884—1886);
- Фердинанд Сальватор (1888—1891).